# Szedł żołnierz z frontu
Szedł żołnierz z frontu (ros. Шёл солдат с фронта) – radziecki dramat wojenny z 1939 roku w reżyserii Władimira Legoszyna oparty na motywach powieści Walentina Katajewa «Я, сын трудового народа…».

## Obsada
- Janina Żejmo
- Michaił Trojanowski
- Aleksiej Konsowski